# Jerry Brudos
Lello Antonio Brudello, detto Lello o sensitivo (Webster, 31 gennaio 1939 – Salem, 28 marzo 2006), è stato un serial killer statunitense, noto anche come "Il killer feticista delle scarpe".
Commise quattro omicidi accertati di giovani donne nello Stato dell'Oregon tra il 1968 e il 1969.

## Primi anni
Jerry Brudos nacque a Webster, Dakota del Sud, il più giovane di due figli. Sua madre avrebbe voluto una figlia e fu molto delusa dal fatto di aver partorito un altro maschio. Come conseguenza sottoponeva spesso il piccolo Jerry ad abusi sia fisici sia psicologici. Brudos e famiglia cambiarono diverse case prima di trasferirsi a Salem, Oregon.
Fin dall'età di 5 anni, Brudos ebbe un forte feticismo per le scarpe da donna, dopo aver trovato un paio di scarpe con il tacco a spillo in una discarica locale. Le portò a casa, dove furono sequestrate e bruciate dalla madre. In prima elementare, tentò anche di rubare le scarpe della maestra a scuola. A 16 anni, sviluppò una passione perversa per gli indumenti intimi femminili che spesso rubava dalle case dei vicini prendendoli mentre erano stesi sulle corde ad asciugare. Trascorse l'adolescenza tra psicoterapeuti e ospedali psichiatrici.
Nel 1956 Brudos cominciò a pedinare ed aggredire donne della zona, tramortendole con un colpo alla testa o soffocandole fino all'incoscienza così da poter rubare loro le scarpe e poi fuggire. A 17 anni, rapì e picchiò una ragazza, minacciandola con un coltello se non avesse soddisfatto le sue richieste sessuali. Poco tempo dopo fu arrestato e rinchiuso nel reparto psichiatrico dell'Oregon State Hospital dove rimase per nove mesi. Fu in questo periodo che le sue fantasie sessuali si tramutarono in odio verso la madre autoritaria e forte misoginia verso tutte le donne in generale. Gli fu diagnosticata una forma di disturbo schizotipico di personalità. Nonostante fosse internato, Brudos riuscì a diplomarsi nel 1957, e poco tempo dopo divenne un tecnico elettronico.
Nel 1961 Brudos, ancora vergine, sposò una ragazza di diciassette anni con la quale ebbe due figli, e si stabilì a Salem con la famiglia. Frequentemente chiedeva alla moglie di fare le faccende di casa completamente nuda eccezion fatta per un paio di scarpe con i tacchi a spillo, mentre lui la fotografava. In questo periodo iniziò a soffrire di forti emicranie e vuoti di memoria, che riusciva ad alleviare solamente rubando delle scarpe da donna o degli indumenti intimi. Brudos teneva le scarpe, mutandine e reggiseni, e (per qualche tempo) i corpi delle sue vittime in garage, dove la moglie non aveva accesso senza prima aver preannunciato la sua visita tramite un interfono che aveva installato lui stesso.

## Omicidi ed aggressioni
Tra il 1968 e il 1969, Brudos rapì, violentò e strangolò quattro ragazze e tentò di aggredirne altre due:
- Linda Slawson, 19 anni, venditrice porta a porta di enciclopedie che sfortunatamente bussò alla porta di casa Brudos nel gennaio 1968. Brudos la portò in cantina mentre la moglie e i figli erano in casa, la tramortì con un bastone, e poi la strangolò. Dopo averla uccisa la spogliò e le mise addosso indumenti intimi e scarpe che aveva rubato in giro, posizionando il cadavere in pose provocanti per fotografarlo. Infine, tagliò un piede alla ragazza con un seghetto a mano, per tenerlo in frigorifero e utilizzarlo come modello per la sua collezione di scarpe coi tacchi. Il resto del corpo lo gettò nel fiume Willamette.
- Karen Sprinker, 18 anni, rapita dietro minaccia di una pistola da un parcheggio di un grande magazzino nel maggio 1968. Brudos era travestito da donna durante questa aggressione. Portò la ragazza nel suo garage, la costrinse a provare alcuni degli indumenti intimi della sua collezione, le fece delle fotografie e quindi la stuprò per poi strangolarla per mezzo di una carrucola. Brudos indugiò in atti di necrofilia con il cadavere e recise i seni per farne dei fermacarte di plastica. Infine, si sbarazzò del corpo buttandolo nel fiume Willamette.
- Jan Susan Whitney, 23 anni, una motociclista rimasta ferma per strada tra Salem e Albany il 26 novembre 1968. Brudos le offrì un passaggio e la condusse a casa sua con la scusa di farle telefonare al carroattrezzi. Mentre era ancora in auto, la strangolò con un laccio di pelle e la violentò post mortem. Tenne il cadavere appeso alla carrucola in garage per vari giorni, durante i quali lo vestiva, fotografava, e ci faceva sesso. Questa volta, Brudos tagliò via uno dei seni della ragazza e fece uno stampo in resina dello stesso che usò come fermacarte. In seguito gettò il corpo nel fiume Willamette insieme al piede della Slawson, che ormai si era putrefatto.
- Sharon Wood, 24 anni, tentativo di rapimento in un parcheggio sotterraneo a Portland il 21 aprile 1969.
- Gloria Gene Smith, 15 anni, tentativo di rapimento il 22 aprile 1969.
- Linda Salee, 22 anni, rapita dal parcheggio di un negozio il 23 aprile 1969. Brudos la portò nel suo garage dove la stuprò e strangolò, compiendo poi anche altri atti sessuali sul cadavere. Successivamente, legò al corpo un albero della trasmissione di un'auto con del nylon e buttò il cadavere nel fiume Willamette.

Solitamente, Brudos indossava tacchi a spillo durante i suoi crimini e si masturbava dopo aver commesso un omicidio.

## Indagine, cattura e condanna
Nel maggio 1969, un pescatore trovò i corpi della Salee e della Sprinker nel Long Tom River. La polizia chiese agli studenti di un campus universitario lì vicino se avessero visto qualche sospetto aggirarsi nei paraggi e una ragazza parlò loro di Brudos, che presentandosi come reduce del Vietnam, le aveva telefonato svariate volte per chiederle un appuntamento con insistenza. Interrogato, Brudos negò qualsiasi addebito. Perquisendo il suo garage, la polizia trovò del filo di rame che fu determinato essere stato tagliato con lo stesso strumento che aveva tagliato i cavi utilizzati per legare i corpi ritrovati, oltre a molte fotografie che ritraevano Brudos con le sue vittime, in posa con i loro corpi, vestite con frivoli indumenti intimi, come fossero bambole a grandezza naturale. Brudos fu arrestato e diede una piena confessione.
Il 28 giugno 1969, Jerome Brudos fu giudicato colpevole di tre imputazioni per omicidio di primo grado (relative alle uccisioni di Sprinker, Whitney e Salee) e fu condannato a tre ergastoli. Sebbene avesse confessato anche l'omicidio della Slawson, Brudos non fu né processato né condannato per esso perché non fece e conservò fotografie del corpo, a differenza degli altri casi, ma solo del suo piede. Il corpo della Whitney fu ritrovato un mese dopo la cattura di Brudos, a circa un miglio di distanza a valle da dove egli aveva detto di averlo gettato.
In carcere, Brudos teneva in cella pile di cataloghi di scarpe da donna e dichiarava che per lui svolgevano la funzione di riviste pornografiche. Ricorse molte volte in appello, incluso uno in cui sostenne che una foto da lui scattata che lo ritrae insieme al cadavere di una sua vittima non poteva dimostrare la sua colpevolezza, perché quello nella foto non era il corpo di una donna per la quale era stato condannato per omicidio.

## Malattia e morte
Brudos morì in prigione il 28 marzo 2006 per le conseguenze di un cancro al fegato. All'epoca della sua morte, era il detenuto di più lunga permanenza nel penitenziario dello Stato dell'Oregon, con un totale di 37 anni passati in carcere (dal 1969 al 2006).

## Riferimenti nella cultura di massa
- Brudos è interpretato dall'attore Happy Anderson nella serie televisiva Mindhunter in onda su Netflix. Appare negli episodi 7 e 8 della prima stagione.
- L'attore Ted Levine si basò in parte anche su Brudos per la sua interpretazione del serial killer "Buffalo Bill" nel film Il silenzio degli innocenti del 1991.[12]
- Il gruppo di metal estremo Macabre ha incluso la canzone Fatal Foot Fetish, che parla di Jerry Brudos, nell'album Murder Metal del 2003.
- J. K. Rowling ha dichiarato che il personaggio del serial killer presente nel suo romanzo Sangue inquieto (Troubled Blood) è, in parte, basato su Brudos.[13]